# Sam Bone
Samuel Bone, detto Sam (Kuching, 25 agosto 1998), è un calciatore inglese, difensore dello Shelbourne.

## Biografia
Nel 2016 ha sofferto di un tumore del testicolo, rimosso con un intervento di orchiectomia.

## Carriera
Cresciuto nel settore giovanile del Charlton, ha iniziato la carriera professionistica nel 2017 con lo Shamrock Rovers; il 5 novembre 2018 prolunga per un'ulteriore stagione con gli Hoops e il 30 giugno 2019 viene ceduto in prestito al Waterford. Il 20 dicembre seguente passa a titolo definitivo ai Blues; nel 2020 è tuttavia fermato da un grave infortunio muscolare al bicipite femorale, che lo costringe a concludere anzitempo la stagione. Rimasto svincolato, il 12 gennaio 2021 viene tesserato dal St Patrick's, con cui vince la Coppa d'Irlanda.
Il 27 dicembre seguente passa al Dundalk, con cui disputa una stagione da titolare; il 13 gennaio 2023 si lega al Maidstone United, club della città dove è cresciuto. Il 18 giugno 2024 fa ritorno in Irlanda, venendo tesserato dallo Shelbourne; con il club di Dublino vince il campionato e la prima Supercoppa d'Irlanda della storia dei biancorossi.

## Statistiche

### Presenze e reti nei club
Statistiche aggiornate al 13 agosto 2025.
| Stagione                | Squadra                 | Campionato              | Campionato | Campionato | Coppe nazionali | Coppe nazionali | Coppe nazionali | Coppe continentali | Coppe continentali | Coppe continentali | Altre coppe | Altre coppe | Altre coppe | Totale | Totale |
| Stagione                | Squadra                 | Comp                    | Pres       | Reti       | Comp            | Pres            | Reti            | Comp               | Pres               | Reti               | Comp        | Pres        | Reti        | Pres   | Reti   |
| ----------------------- | ----------------------- | ----------------------- | ---------- | ---------- | --------------- | --------------- | --------------- | ------------------ | ------------------ | ------------------ | ----------- | ----------- | ----------- | ------ | ------ |
| 2017                    | Shamrock Rovers         | PD                      | 16         | 0          | CI+CdL          | 0+2             | 0               | UEL                | 2                  | 0                  | -           | -           | -           | 20     | 0      |
| 2018                    | Shamrock Rovers         | PD                      | 20         | 2          | CI+CdL          | 1+1             | 0               | UEL                | 2                  | 0                  | -           | -           | -           | 24     | 2      |
| feb.-lug. 2019          | Shamrock Rovers         | PD                      | 5          | 0          | CI+CdL          | 0+1             | 0               | UEL                | -                  | -                  | -           | -           | -           | 6      | 0      |
| Totale Shamrock Rovers  | Totale Shamrock Rovers  | Totale Shamrock Rovers  | 41         | 2          |                 | 5               | 0               |                    | 4                  | 0                  |             | -           | -           | 50     | 2      |
| lug.-nov. 2019          | Waterford               | PD                      | 10         | 0          | CI+CdL          | 3+0             | 0               | -                  | -                  | -                  | -           | -           | -           | 13     | 0      |
| 2020                    | Waterford               | PD                      | 8          | 1          | CI              | 1               | 0               | -                  | -                  | -                  | -           | -           | -           | 9      | 1      |
| Totale Waterford        | Totale Waterford        | Totale Waterford        | 18         | 1          |                 | 4               | 0               |                    | -                  | -                  |             | -           | -           | 22     | 1      |
| 2021                    | St Patrick's            | PD                      | 32         | 1          | CI              | 3               | 1               | -                  | -                  | -                  | -           | -           | -           | 35     | 2      |
| 2022                    | Dundalk                 | PD                      | 32         | 1          | CI              | 3               | 0               | -                  | -                  | -                  | -           | -           | -           | 35     | 1      |
| gen.-giu. 2023          | Maidstone Utd           | NL                      | 18         | 2          | FACup           | -               | -               | -                  | -                  | -                  | FAT         | 3           | 0           | 21     | 2      |
| 2023-2024               | Maidstone Utd           | NLS                     | 36+2       | 3          | FACup           | 5               | 0               | -                  | -                  | -                  | FAT         | 1           | 0           | 44     | 3      |
| Totale Maidstone United | Totale Maidstone United | Totale Maidstone United | 54+2       | 5          |                 | 5               | 0               |                    | -                  | -                  |             | 4           | 0           | 65     | 5      |
| lug.-nov. 2024          | Shelbourne              | PD                      | 4          | 0          | CI              | 3               | 0               | UCoL               | 4                  | 1                  | -           | -           | -           | 11     | 1      |
| 2025                    | Shelbourne              | PD                      | 11         | 1          | CI              | 1               | 0               | UCL+UEL+UCoL       | 1+2+0              | 0+1+0              | SI          | 1           | 0           | 16     | 2      |
| Totale Shelbourne       | Totale Shelbourne       | Totale Shelbourne       | 15         | 1          |                 | 4               | 0               |                    | 7                  | 2                  |             | 1           | 0           | 27     | 3      |
| Totale carriera         | Totale carriera         | Totale carriera         | 192+2      | 11         |                 | 24              | 1               |                    | 11                 | 2                  |             | 5           | 0           | 234    | 14     |

## Palmarès

### Club

#### Competizioni nazionali
- Campionato irlandese: 1

Shelbourne: 2024
- FAI Cup: 1

St Patrick's: 2021
- Supercoppa d'Irlanda: 1

Shelbourne: 2025